# Thesium humile
Thesium humile är en sandelträdsväxtart som beskrevs av Vahl. Thesium humile ingår i släktet spindelörter, och familjen sandelträdsväxter. Utöver nominatformen finns också underarten T. h. maritima.